# Asimilación de nitrógeno
La asimilación de nitrógeno es la formación de compuestos orgánicos de nitrógeno como los aminoácidos de compuestos inorgánicos de nitrógeno presentes en el medio ambiente. Los organismos como las plantas, los hongos y ciertas bacterias que no pueden fijar el gas nitrógeno (N2) dependen de la capacidad de asimilar el nitrato o el amoníaco para sus necesidades. Otros organismos, como los animales, dependen completamente del nitrógeno orgánico de sus alimentos. 

## Asimilación de nitrógeno en las plantas
Las plantas absorben el nitrógeno del suelo en forma de nitrato (NO3-) y amonio (NH4+). En los suelos aeróbicos donde se puede producir nitrificación, el nitrato suele ser la forma predominante de nitrógeno disponible que se absorbe. Sin embargo, no siempre es así, ya que el amoníaco puede predominar en los pastizales y en los suelos anaeróbicos inundados, como los arrozales. Las propias raíces de las plantas pueden afectar la abundancia de varias formas de nitrógeno al cambiar el pH y secretar compuestos orgánicos u oxígeno. Esto influye en las actividades microbianas como la conversión de varias especies de nitrógeno, la liberación de amoníaco de la materia orgánica en el suelo y la fijación de nitrógeno por bacterias que no forman nódulos. 
Los iones de amonio son absorbidos por la planta a través de los transportadores de amoniaco. El nitrato es absorbido por varios transportadores de nitrato que usan un gradiente de protones para impulsar el transporte. El nitrógeno se transporta desde la raíz hasta el brote a través del xilema en forma de nitrato, amoníaco disuelto y aminoácidos. Generalmente (pero no siempre), la mayor parte de la reducción de nitrato se lleva a cabo en los brotes, mientras que las raíces reducen solo una pequeña fracción del nitrato absorbido a amoníaco. El amoníaco (tanto absorbido como sintetizado) se incorpora a los aminoácidos a través de la vía de la glutamina sintetasa - glutamato sintasa (GS-GOGAT). Si bien casi todo el amoníaco en la raíz generalmente se incorpora a los aminoácidos en la propia raíz, las plantas pueden transportar cantidades significativas de iones de amonio en el xilema para fijarse en los brotes. Esto puede ayudar a evitar el transporte de compuestos orgánicos a las raíces solo para transportar el nitrógeno de nuevo como aminoácidos. 
La reducción de nitrato se lleva a cabo en dos pasos. El nitrato se reduce primero a nitrito (NO2-) en el citosol mediante nitrato reductasa utilizando NADH o NADPH. El nitrito se reduce luego a amoníaco en los cloroplastos (plastos en las raíces) por una nitrito dependiente de ferredoxina reductasa. En los tejidos de fotosíntesis, utiliza una isoforma de ferredoxina (Fd1) que se reduce por la PSI, mientras que en la raíz usa una forma de ferredoxina (Fd3) que tiene un potencial de punto medio menos negativo y se puede reducir fácilmente por NADPH. En los tejidos que no producen fotosíntesis, el NADPH se genera mediante la glucólisis y la vía de la fosfatasa de pentosa. 
En los cloroplastos, glutamina sintetasa incorpora este amoníaco como el grupo amida de glutamina utilizando glutamato como sustrato. La glutamato sintasa (Fd-GOGAT y NADH-GOGAT) transfiere el grupo amida a una molécula de 2-oxoglutarato que produce dos glutamatos. Se realizan otras transaminaciones para hacer otros aminoácidos (más comúnmente asparagina) a partir de la glutamina. Si bien la enzima glutamato deshidrogenasa (GDH) no desempeña un papel directo en la asimilación, protege las funciones mitocondriales durante los períodos de alto metabolismo del nitrógeno y participa en la remobilización del nitrógeno.

### pH y equilibrio iónico durante la asimilación de nitrógeno

Diferentes plantas utilizan diferentes vías a diferentes niveles. Los tomates absorben mucho K^{+} y acumulan sales en sus vacuolas, el ricino reduce el nitrato en las raíces en gran medida y excreta el álcali resultante. Las plantas de frijol de soya mueven una gran cantidad de malato hacia las raíces, donde lo convierten en álcali mientras que el potasio se recircula.

Cada ion nitrato reducido a amoníaco produce un ion OH - . Para mantener un equilibrio de pH, la planta debe excretarla en el medio circundante o neutralizarla con ácidos orgánicos. Esto hace que el medio alrededor de las raíces de las plantas se vuelva alcalino cuando absorben nitrato. 
Para mantener el equilibrio iónico, cada NO3- tomado en la raíz deben estar acompañados por ya sea la absorción de un catión o la excreción de un anión. Las plantas como los tomates absorben iones metálicos como K+, Na+, Ca2+ y Mg2+ para igualar exactamente todos los nitratos absorbidos y almacenarlos como las sales de ácidos orgánicos como el malato y el oxalato. Otras plantas como el equilibrio de soja mayor parte de su NO3- de admisión con la excreción de OH- o HCO3-.
Las plantas que reducen los nitratos en los brotes y excretan álcali de sus raíces necesitan transportar el álcali en forma inerte desde los brotes hasta las raíces. Para lograr esto, sintetizan ácido málico en las hojas a partir de precursores neutros como los carbohidratos. Los iones de potasio que se llevan a las hojas junto con el nitrato en el xilema se envían junto con el malato a las raíces a través del floema. En las raíces, el malato se consume. Cuando el malato se convierte de nuevo en ácido málico antes de su uso, se libera y excreta un OH- . (RCOO- + H2O -> RCOOH + OH-) Los iones de potasio se recirculan luego hacia arriba del xilema con nitrato fresco. Así, las plantas evitan tener que absorber y almacenar el exceso de sales y también transportar el OH-.
Las plantas como el ricino reducen la cantidad de nitrato en la raíz y excretan la base resultante. Parte de la base producida en los brotes se transporta a las raíces como sales de ácidos orgánicos, mientras que una pequeña cantidad de los carboxilatos se almacenan en el brote.